# Gregorio Zambrano
José Gregorio Trinidad Raimundo Zambrano Guajardo (Monterrey, Nuevo Reino de León; 12 de marzo de 1804 - ibídem, 15 de agosto de 1873) fue un empresario y político mexicano que fue alcalde de Monterrey en varias ocasiones.

## Biografía
Nació en Monterrey, Nuevo Reino de León, el 12 de marzo de 1804, siendo hijo de Juan José Zambrano y de María Josefa Guajardo. Fue regidor de la ciudad en 1828 y 1830, al igual que fue socio del Tribunal Municipal en 1832 al que presidió en 1833, 1835 y 1836. Fue alcalde primero de Monterrey en los años de 1851, 1860, 1864, 1871 y 1872. Fue alcalde segundo en 1839 y 1850, y diputado al Congreso Local. Fue miembro fundador de la Junta de Fomento del Comercio de Monterrey en 1841 (el cual fue antecedente de la actual Cámara de Comercio de Monterrey), el cual pretendía defender los derechos de su gremio.
Fundó con Valentín Rivero y otras personas la Fábrica de Hilados y Tejidos de Algodón "La Fama de Nuevo León" en 1854, siendo la primera industria del Estado de Nuevo León y la segunda fábrica textil en toda la República. También iniciaron, desde 1858 y junto con Hernández Hnos., las instalaciones de lo que sería la segunda fábrica de Hilados y Tejidos de Algodón llamada "El Porvenir", ubicándola en El Cercado, en Villa de Santiago, siendo este lugar el primero en todo el Estado en contar con energía eléctrica; también instalaron las primeras plantas hidroeléctricas "Dolores" y "Vista Hermosa", esta última empezó sus operaciones en 1871.    
Gregorio Zambrano falleció en Monterrey el 15 de agosto de 1873. Fue enterrado en el Panteón del Carmen.

## Matrimonio y familia
Gregorio Zambrano contrajo matrimonio con María Josefa Martínez Garza (1806 - 1891)el 29 de noviembre de 1826. La pareja procreó 16 hijos, la mayoría de ellos emparentados con varias familias de empresarios del norte de México:
- María Bárbara Zambrano Martínez, nacida en 1827.
- Eduardo Zambrano Martínez, nacido en 1828, casado con María Guadalupe Andrea González Treviño, tuvieron 12 hijos.
- José Crescencio Zambrano Martínez, nacido en 1830.
- Rosalía Zambrano Martínez, nacida en 1833.
- Emilio Crescenciano Zambrano Martínez, nacido en 1834, casado con Concepción Espinosa, tuvieron 10 hijos.
- María Elena Zambrano Martínez, nacida en 1836.
- Rosa María Zambrano Martínez, nacida en 1838, casada con Jesús María González Treviño, tuvieron 7 hijos.
- Isabel María Zambrano Martínez, nacida en 1839.
- Teresa Zambrano Martínez, nacida en 1843.
- Elena Eufracia Zambrano Martínez, casada con Johann María Clausen Furgensen, tuvieron 3 hijos.
- José Teófilo Zambrano Martínez, nacido en 1844.
- Isabel María Zambrano Martínez, nacida en 1846.
- Onofre Zambrano Martínez, nacido en 1847, casado con María de los Ángeles Lafon Manautou, tuvieron 5 hijos.
- Elvira Zambrano Martínez, nacida en 1848.
- Adolfo Zambrano Martínez, nacido en 1849, casado con Margarita Berardi Orizaba, hermana de Carlos Berardi; tuvieron 5 hijos.
- Ildefonso José Zambrano Martínez (1850-1918), casado con Carlota Gutiérrez Iglesias, tuvieron 6 hijos.